# Kazimierz Tumidajski

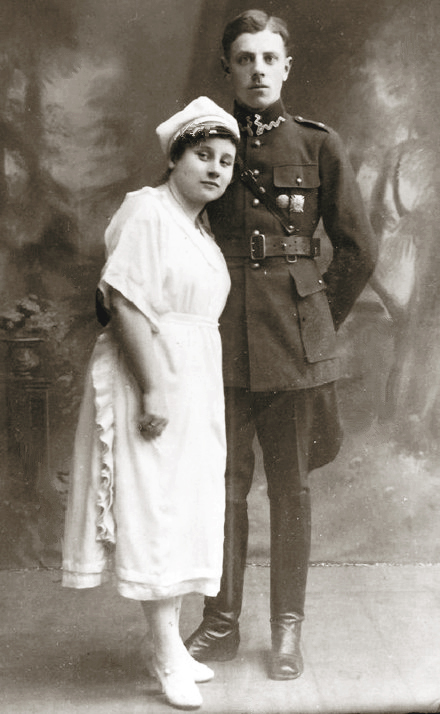
Kazimierz Tumidajski z żoną Janiną 1920

Kazimierz Antoni Tumidajski ps. „Edward”, „Marcin”, „Maciej”, „Edmund”, „Kazimierz Grabowski” (ur. 28 lutego 1897 w Radłowie, zm. 4 lipca 1947 w Skopinie pod Riazaniem) – pułkownik piechoty Wojska Polskiego, komendant Okręgu Lublin Armii Krajowej (1943–44), kawaler Krzyża Srebrnego i Krzyża Złotego Orderu Wojennego Virtuti Militari.

## Rodzina
Urodził się w Radłowie. Pochodził z wielodzietnej rolniczej rodziny – miał dziewięcioro rodzeństwa. Jego rodzicami byli Karol i Magdalena z domu Jawień. Ojciec był handlowcem, pełnił funkcję prezesa miejskiego Polskiego Towarzystwa Gimnastycznego „Sokół” i Kasy Stefczyka. Jego najstarszy brat Aleksander (1890–1919) brał udział w wojnie polsko-ukraińskiej i zginął 9 stycznia 1919 pod wsią Skiernice (jego ciało sprowadził do rodzinnego Radłowa Kazimierz i tam zostało pochowane).
W 1920 Kazimierz Tumidajski ożenił się z Janiną Oborską, wówczas studentką Uniwersytetu Warszawskiego (oboje poznali się na froncie, gdzie Janina służyła jako sanitariuszka w pociągu sanitarnym). Mieli dwoje dzieci: Leszka (1921–1943) i Wandę (1923–2007). Żona Janina podczas wojny służyła jako łączniczka pomiędzy Komendantem Okręgu i KG AK, syn Leszek był żołnierzem Kedywu, został rozstrzelany w publicznej egzekucji w Warszawie na ulicy Puławskiej 12 grudnia 1943, córka Wanda działała w Szarych Szeregach, w 1944 została wywieziona do Ravensbrück.
Prawnukiem Kazimierza Tumidajskiego jest Kamil Zaradkiewicz.

## Działalność niepodległościowa
Kształcił się w I Gimnazjum im. K. Brodzińskiego w Tarnowie. Po wybuchu I wojny światowej, w wieku 17 lat uciekł z domu rodzinnego i bez zgody rodziców 8 sierpnia 1914 zgłosił się do Legionów Polskich, po czym trafił do 2 pułku piechoty (tak samo jego brat Aleksander). Walczył w Karpatach i Besarabii. Od 1 lutego 1916 służył w 6 pułku piechoty (tak samo brat Aleksander) jako starszy szeregowy w szeregach 12 kompanii III batalionu od 27 maja 1916. Uczestniczył w walkach na Wołyniu. Podczas służby w Legionach używał pseudonimów „Edward” i „Marcin”. W październiku 1916 wraz z pułkiem trafił do Baranowicz, a w listopadzie do Królestwa Polskiego. 17 maja 1922 – m.in. za wybitne zasługi w czasie walk na Wołyniu –odznaczony został Krzyżem Srebrnym Orderu Wojskowego Virtuti Militari, a ponadto czterokrotnie Krzyżem Walecznych.
W październiku 1917 po kryzysie przysięgowym został internowany i przetrzymywany w obozach w Szczypiornie, potem w Marmaros Siget na Węgrzech. Następnie w lipcu 1917 został wcielony do armii austro-węgierskiej, z której zdezerterował 4 marca 1918. Następnie przyłączył się do II Korpusu Polskiego w Rosji płk. Józefa Hallera. W maju 1918 brał udział w bitwie pod Kaniowem, po czym został wzięty do niewoli niemieckiej, z której zbiegł i przyjechał do Kijowa. W Kijowie wstąpił do Oddziału Lotnego Leopolda Lisa-Kuli w ramach Polskiej Organizacji Wojskowej i brał udział w akcjach sabotażowych przeciw Niemcom.

## Służba w Wojsku Polskim
5 grudnia 1918 powrócił z Kijowa i wstąpił do Wojska Polskiego. W latach 1919–1920 walczył w wojnie polsko-bolszewickiej. Od stycznia 1919 w Sztabie Dowództwa Frontu Wołyńskiego oraz Oddziale II Sztabu 3 Armii i Grupy Operacyjnej gen. Edwarda Rydza-Śmigłego. 

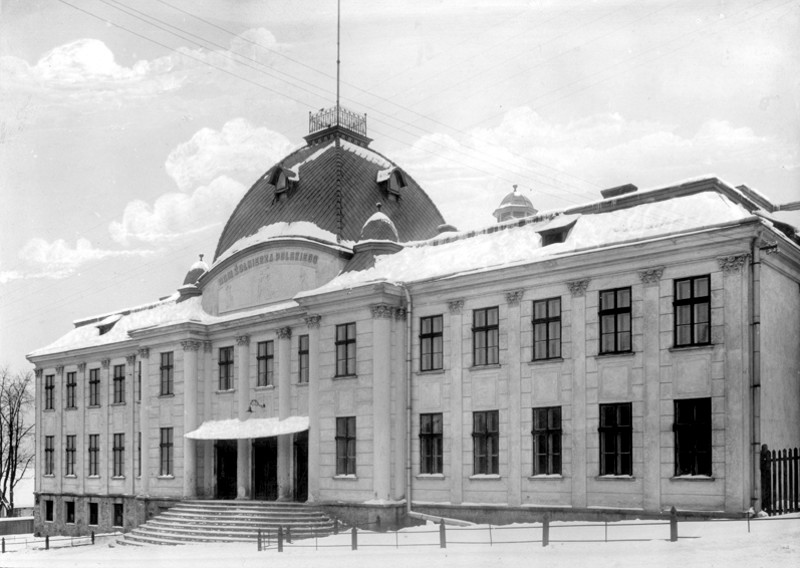
Dom Żołnierza Polskiego w Sanoku (1929)

Po zakończeniu wojny pozostał w służbie stałej Wojska Polskiego i został zweryfikowany w stopniu porucznika. Ukończył kurs dowódców kompanii w Rembertowie, po czym pełnił służbę kolejno: w batalionie zapasowym 6 pułku piechoty Legionów w Płocku, Oddziale V Ministerstwa Spraw Wojskowych, Sztabie Dowództwa Okręgu Korpusu Nr IX w Brześciu oraz Departamencie I Piechoty Ministerstwa Spraw Wojskowych.
Z dniem 15 października 1924 został przydzielony z Dowództwa Okręgu Korpusu Nr IX w Brześciu do macierzystego 6 pp Leg. 1 grudnia tego roku został awansowany do stopnia kapitana ze starszeństwem z dniem 15 sierpnia 1924. Później został przeniesiony do 36 pułku piechoty Legii Akademickiej w Warszawie. 17 grudnia 1931 został mianowany majorem ze starszeństwem z 1 stycznia 1932 i 24. lokatą w korpusie oficerów piechoty. W marcu 1932 został wyznaczony na stanowisko kwatermistrza. W maju 1934 został przeniesiony 2 pułku strzelców podhalańskich w Sanoku na stanowisko dowódcy III batalionu.
W Sanoku mieszkał przez niespełna 10 lat. Jednocześnie działał społecznie na rzecz miasta, był członkiem Towarzystwa Przyjaciół Ziemi Sanockiej, przewodniczącym Oddziału Ligi Morskiej i Kolonialnej, prezesem Domu Żołnierza Polskiego. Za działalność na rzecz miasta małżeństwo Tumidajskich otrzymało Krzyż Zasługi (w 1937 Janina – Srebrny, w 1938 Kazimierz – Złoty).
Po wybuchu II wojny światowej w kampanii wrześniowej 1939 dowodzony przez niego III batalion 2 psp włączony został w skład 156 Rezerwowego pułku piechoty ppłk. Waleriana Młyńca. Walczył koło Bochni, Brzeska, Wiśnicza i w lasach radłowskich, gdzie został rozbity i 9 września rozpuszczony przez dowódcę. Sam Tumidajski w cywilnym ubraniu przedostał się do Radłowa i Tarnowa.

## Działalność konspiracyjna
Już pod koniec 1939 organizował komórki Służby Zwycięstwu Polski w Tarnowie. Na początku 1940 został inspektorem rejonowym Związku Walki Zbrojnej w Tarnowie, a następnie zastępcą komendanta Obszaru Południowego Związku Walki Zbrojnej w Krakowie. Wiosną 1941 przeniesiony został do Lublina i mianowany szefem sztabu Lubelskiego Okręgu Armii Krajowej. W 1942 spotkał się z Michałem Rolą-Żymierskim, który przedstawił mu swoją prośbę o przyjęcie do Armii Krajowej w stopniu sprzed degradacji. Wkrótce po spotkaniu, które odbyło się w mieszkaniu rodzinnym, zostali aresztowani przez Gestapo przebywający w nim córka Wanda i syn Leszek. Od 1 stycznia 1943 do 4 sierpnia 1944 był komendantem Lubelskiego Okręgu AK. W 1944 organizował akcję „Burza” na terenie Lubelszczyzny. Za działalność konspiracyjną we wrześniu 1944 Naczelny Wódz gen. Kazimierz Sosnkowski odznaczył go Krzyżem Złotym Orderu Wojennego Virtuti Militari.
Po wkroczeniu Armii Czerwonej na Lubelszczyznę spotkał się z gen. Zygmuntem Berlingiem, lecz nie wyraził zgody na wcielenie podległych mu oddziałów do 1 Armii Wojska Polskiego. Zdecydował się na rozbrojenie oddziałów.

## Uwięzienie i śmierć
27 lub 28 lipca tego roku został aresztowany przez NKWD w siedzibie komendy Okręgu Lubelskiego Armii Krajowej w Lublinie przy ulicy Górnej i 6 sierpnia przewieziony do Moskwy. Więziony w więzieniu Lefortowo, później w Charkowie, a następnie od 4 stycznia 1946 w obozie NKWD nr 179 w Diagilewie koło Riazania. W okresie uwięzienia funkcjonował w tożsamości „Kazimierz Grabowski”. Nie zostały mu postawione żadne zarzuty. Rodzina aresztowanego nie została powiadomiona o miejscu jego uwięzienia; szukającą kontaktu z mężem żonę Janinę Tumidajską na cztery miesiące aresztowano. Janina Tumidajska skomentowała to tak:

Obóz rosyjski był gorszy od niemieckiego w tym sensie, iż nie wolno było porozumiewać się z rodziną. Córka z Ravensbrück pisała do mnie raz na miesiąc i ode mnie otrzymywała odpowiedź, a od męża przez trzy lata nie dostałam ani jednego oficjalnego listu - wpadł tam człowiek jak kamień w wodę.

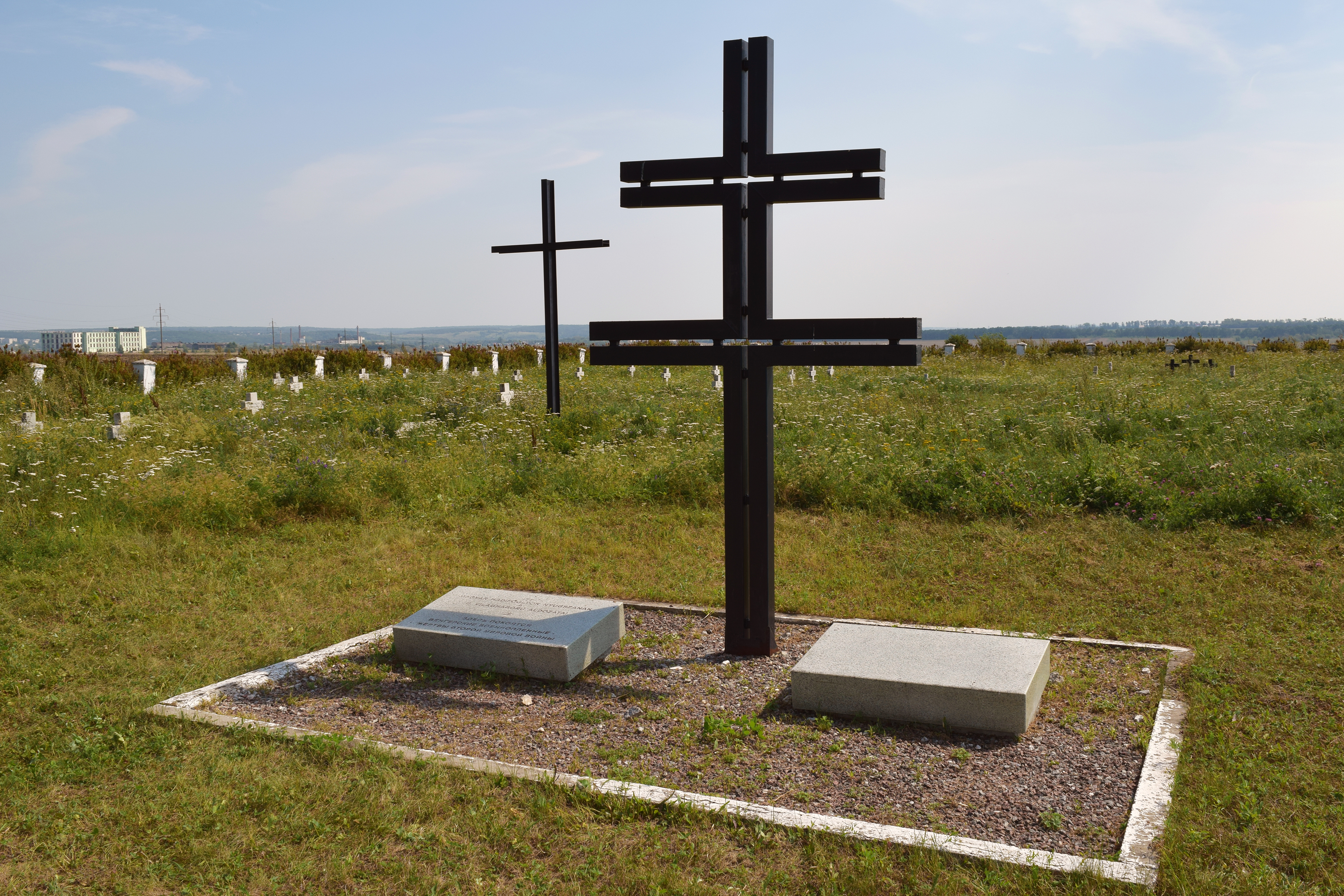
Cmentarz Szpital NKWD №4791, Skopin. Tutaj znaleziono szczątki Kazimierza Tumidajskiego

W marcu 1945 miał być świadkiem w procesie gen. Leopolda Okulickiego, ale z powodu „złych warunków atmosferycznych” nie został doprowadzony na rozprawę. W obozie był przywódcą strajku głodowego, po czym pod koniec czerwca 1947 został przewieziony do obozu w Skopinie pod Riazaniem. Tam 4 lipca 1947, w szpitalu NKWD nr 4791, podczas przymusowego karmienia został uduszony (wskutek wprowadzenia do tchawicy rurki celem karmienia i wlania gorącej kaszy). Dokumenty NKWD wskazały zawał serca jako przyczynę śmierci. Tam też został pochowany na cmentarzu przyszpitalnym w numerowanej mogile oznaczonej I/25 pod nazwiskiem generała Kazimierza Grabowskiego. Oficjalne zaświadczenie władz sowieckich jako przyczynę śmierci wskazywało arteriosklerozę.

## Upamiętnienie

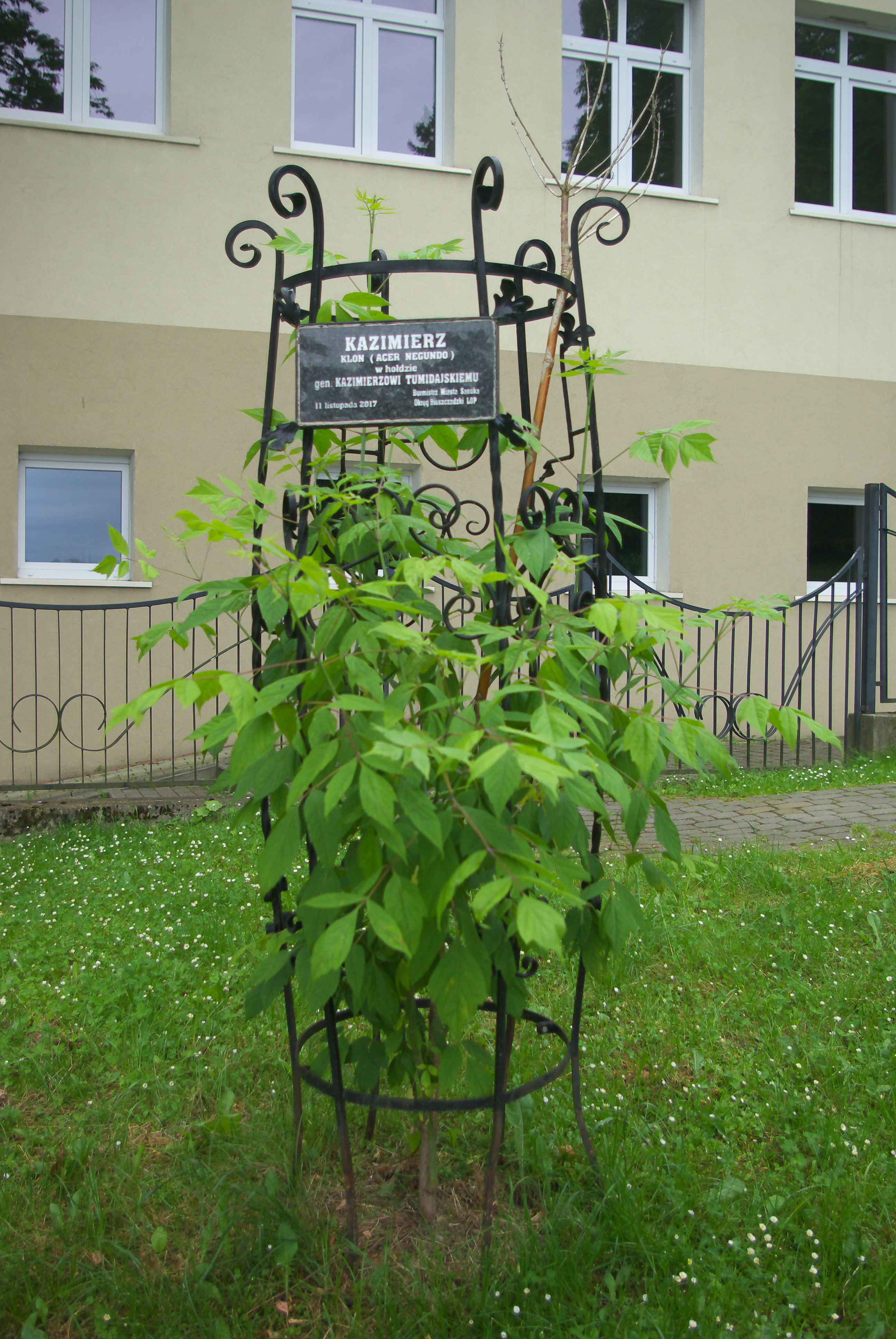
Klon „Kazimierz” w Sanoku

Wieloletnie starania córki Wandy Tumidajskiej-Styrczuli o ekshumację ciała ojca zostały zwieńczone dopiero 18 lipca 1991, dzięki pomocy Stowarzyszenia Memoriał, Oddział w Riazaniu, a także konsula generalnego Michała Żórawskiego. Starania tego ostatniego doprowadziły do tego, że strona rosyjska wzięła na siebie koszty ekshumacji, choć nie miała takiego prawnego obowiązku. Z kolei transport ciała do Polski nastąpił dzięki uprzejmości dyrektora generalnego PLL LOT Klimaszewskiego, który zgodził się na bezpłatne użyczenie samolotu.
Pogrzeb, który odbył się 14 września 1991 na Cmentarzu Wojskowym w Lublinie miał charakter uroczysty, przybyli nań m.in. biskup polowy Wojska Polskiego, kompania honorowa Wojska Polskiego, kombatanci. Mogiła znajduje się w sektorze N I/1-3.

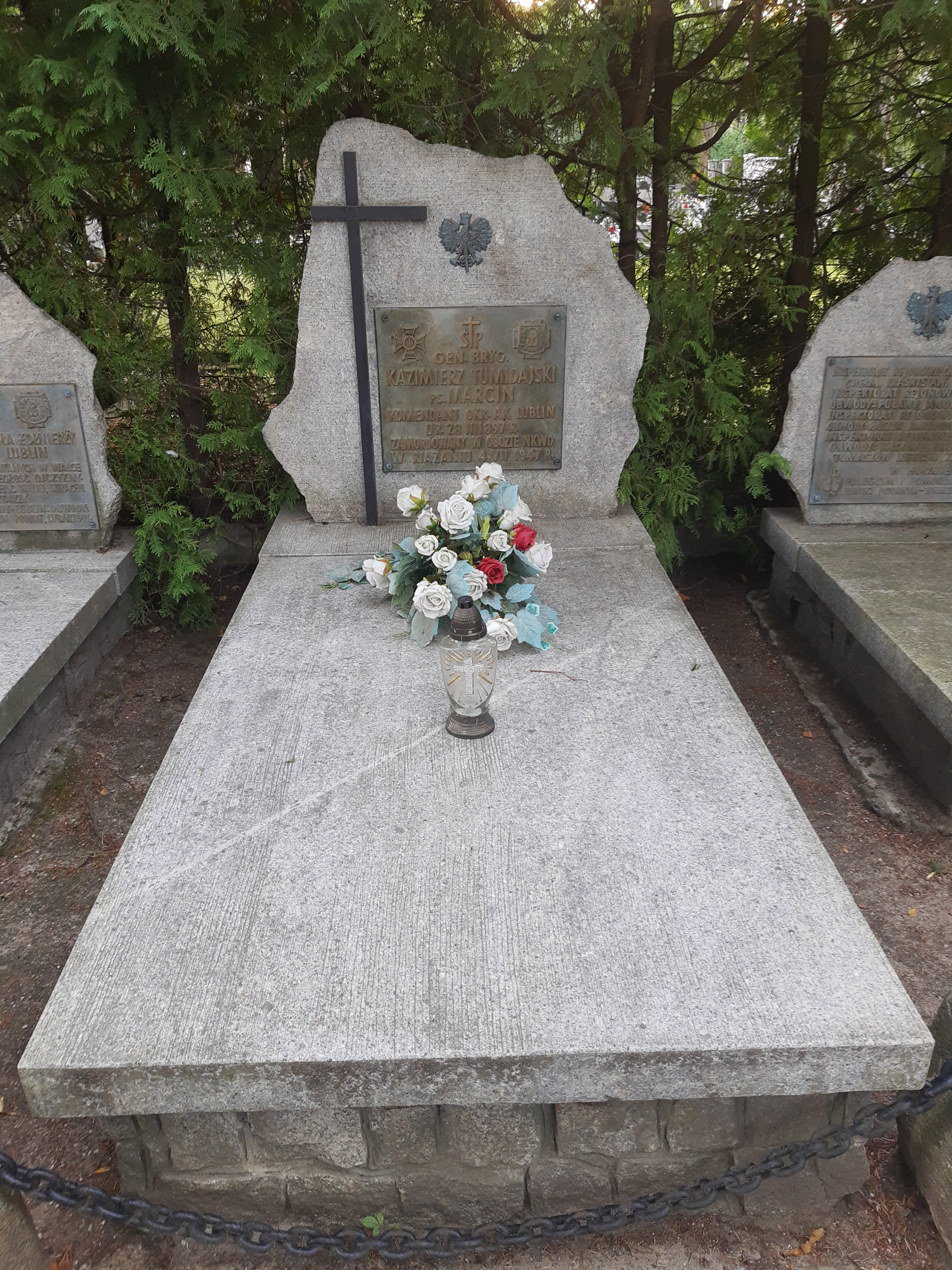
Grób gen. Kazimierza Tumidajskiego na cmentarzu przy Lipowej w Lublinie

Postanowieniem Nr W.111-48-94 Prezydenta Rzeczypospolitej Polskiej Lecha Wałęsy z dnia 28 września 1994 mianowany został za szczególne zasługi w działalności konspiracyjnej i w walce zbrojnej z niemieckim okupantem, pośmiertnie, do stopnia generała brygady.
Śledztwo prowadzone przez lubelski IPN w sprawie bezprawnego pozbawienia wolności Tumidajskiego oraz pozbawienia go życia zostało w 2006 roku umorzone z powodu niewykrycia sprawców. Ich wykrycie nie było możliwe z uwagi na fakt, że rosyjska prokuratura odmówiła polskim śledczym pomocy prawnej w tej sprawie tłumacząc, że ew. zabójstwo Tumidajskiego byłoby zbrodnią pospolitą i jako takie uległoby przedawnieniu.
W kościele Matki Bożej Zwycięskiej w Lublinie umieszczono epitafium pamięci żołnierzy AK i ich komendanta, gen. bryg. Kazimierza Tumidajskiego. Jego imieniem nazwano ulice w Radłowie, Lublinie i Bieczu. Kazimierz Tumidajski jest wśród upamiętnionych na Pomniku straconych oficerów w Rembertowie.
10 listopada 2017 na Placu Harcerskim w Sanoku został odsłonięty klon „Kazimierz” upamiętniający Kazimierza Tumidajskiego.

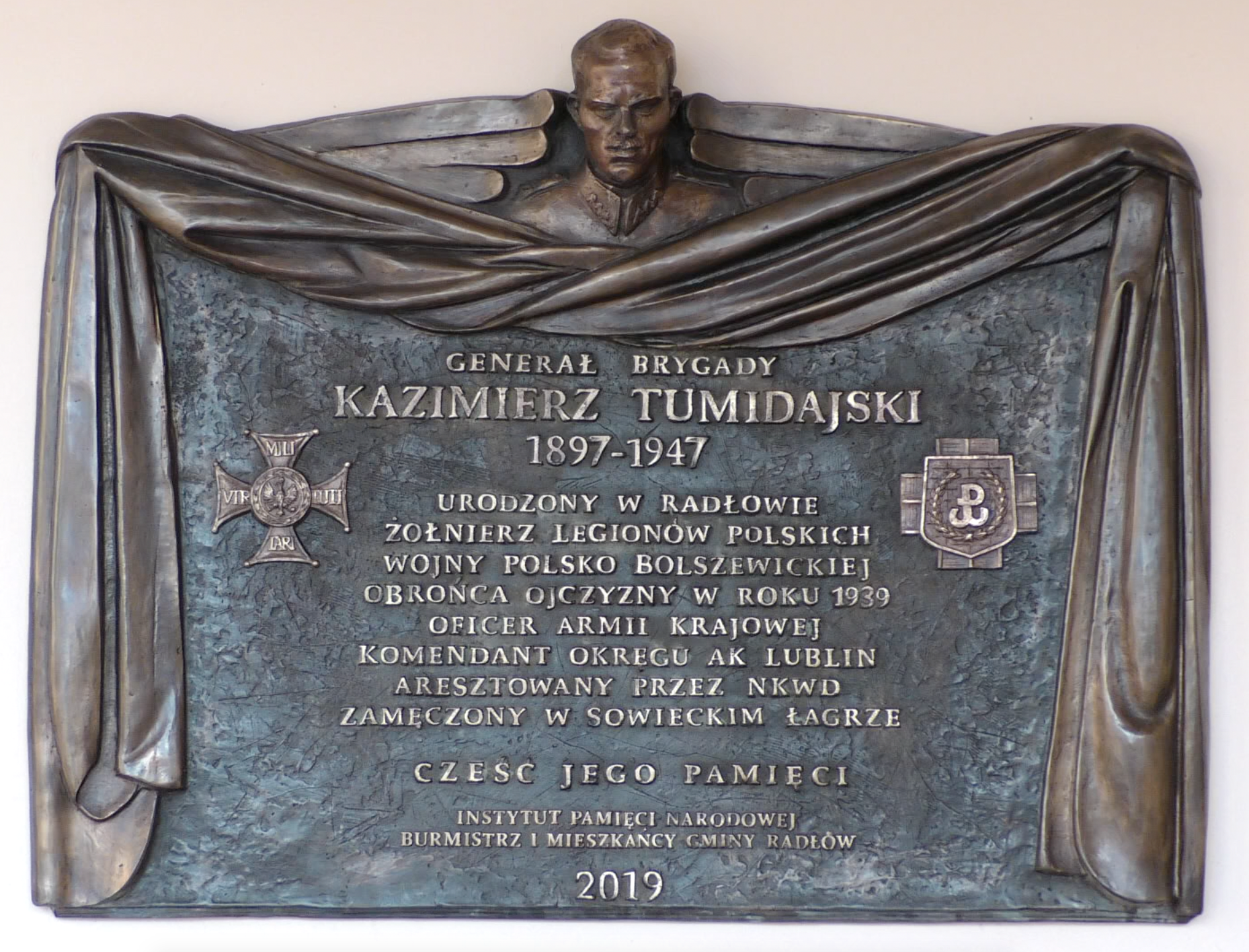
Tablica na ścianie Urzędu Miejskiego w Radłowie

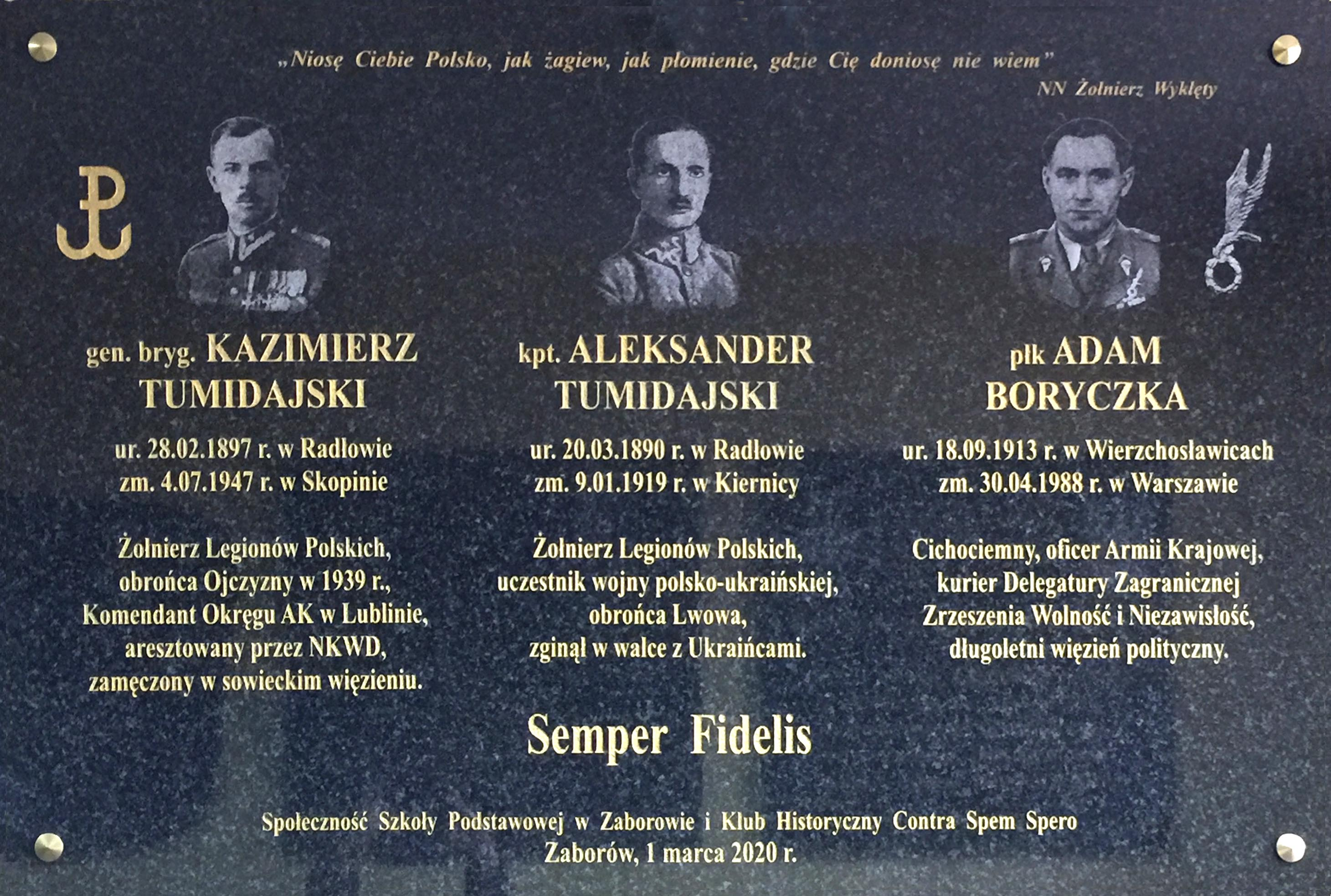
Tablica w Szkole Podstawowej w Zaborowie

## Awanse
- chorąży
- podporucznik
- porucznik – zweryfikowany ze starszeństwem z dniem 1 czerwca 1919 (w 1924 zajmował 19 lokatę w korpusie oficerów piechoty)
- kapitan – ze starszeństwem z dniem 15 sierpnia 1924 (w 1928 zajmował 28 lokatę)
- major – 1 stycznia 1932
- podpułkownik – 1943
- pułkownik – 24 września 1944
- generał brygady – 28 września 1994 pośmiertnie. Pułkownik Tumidajski („Marcin”), podobnie jak inni komendanci okręgów: Aleksander Krzyżanowski („Wilk”), Władysław Filipkowski („Janka”), otrzymał prawo używania w rozmowach z władzami sowieckimi w czasie Akcji Burza tytułu generała brygady (został „tytularnym generałem”)[42]. Mianowany pośmiertnie do stopnia generała brygady przez prezydenta Lecha Wałęsę, który uregulował ostatecznie sprawę stopni wszystkich trzech dowódców okręgów wschodnich AK.

## Ordery, odznaczenia i wyróżnienia
- Krzyż Złoty Orderu Wojennego Virtuti Militari – 28 września 1944 „za całokształt pięcioletniej pracy konspiracyjnej, doskonałe przygotowanie do walki i dowodzenie oddziałami swego Okręgu"[27][14]
- Krzyż Srebrny Orderu Wojskowego Virtuti Militari nr 6445[26] – 17 maja 1922[13] (za wybitne zasługi w czasie walk na Wołyniu oraz za wykazanie odwagi i organizację skutecznego oporu w czasie szarży kozackiej pod Maniewiczami w 1916)
- Krzyż Komandorski Orderu Odrodzenia Polski – pośmiertnie, 18 lutego 2011 „za wybitne zasługi dla niepodległości Rzeczypospolitej Polskiej"[43][44]
- Krzyż Niepodległości z Mieczami – 6 czerwca 1931 „za pracę w dziele odzyskania niepodległości"[45]
- Krzyż Walecznych – czterokrotnie
- Złoty Krzyż Zasługi – 1938
- Medal Pamiątkowy za Wojnę 1918–1921
- Medal Dziesięciolecia Odzyskanej Niepodległości
- Krzyż Armii Krajowej – pośmiertnie
- Odznaka Związku Kaniowczyków („Krzyż Kaniowski”)
- Medal Pamiątkowy Wielkiej Wojny 1914–1918 (Francja)
- Honorowy obywatel Radłowa[46]